# Едивил (Небраска)
Едивил (енгл. Eddyville) град је у америчкој савезној држави Небраска.

## Демографија
По попису из 2010. године број становника је 97, што је 1 (1,0%) становника више него 2000. године.
| Група             | 2000.       | 2010.      |
| Белци             | 96 (100,0%) | 88 (90,7%) |
| Афроамериканци    | 0 (0,0%)    | 0 (0,0%)   |
| Азијати           | 0 (0,0%)    | 0 (0,0%)   |
| Хиспаноамериканци | 0 (0,0%)    | 9 (9,3%)   |
| Укупно            | 96          | 97         |